# Перун Віктор Олександрович
Перун Віктор Олександрович (1978, Селидове, Донецька область) — український боксер, призер чемпіонатів світу та Європи серед аматорів.

## Аматорська кар'єра
На чемпіонаті світу 2001 завоював срібну медаль.
- В 1/16 фіналу переміг Еміла Крастева (Болгарія) — 12-7
- В 1/8 фіналу переміг Алекси Куземського (Польща) — 18-16
- У чвертьфіналі переміг Шона Террі Кокса (Барбадос) — 21-14
- У півфіналі переміг Клаудіо Ришко (Румунія) — 25-15
- У фіналі програв Євгену Макаренко (Росія) — RSCO 3

На Іграх доброї волі 2001 у півфіналі програв Клаудіо Ришко (Румунія), а в бою за третє місце — Михайлові Гала (Росія).
На чемпіонаті Європи 2002 завоював бронзову медаль.
- В 1/8 фіналу переміг Геліаса Павлідіса (Греція) — 20-9
- У чвертьфіналі переміг Йосипа Ялусича (Хорватія) — 23-13
- У півфіналі програв Жону Дові (Франція) — 8-24

## Подальша кар'єра
Після завершення виступів Віктор Перун перейшов до тренерської діяльності. Після утворення т.з. ДНР Віктор Перун залишився на окупованій Російською Федерацією території Донецька. На 2022 рік є тренером клубу «Велес» і віце-президентом громадської організації «Федерація боксу ДНР».
2015 року за участь у терористичному угрупованні «Казачий Союз» потрапив на сайт «Миротворець».